# Зимбабвийско-кенийские отношения
Зимбабвийско-кенийские отношения — двусторонние дипломатические отношения между Зимбабве и Кенией. Государства являются членами «Африканского союза» и Организации Объединённых Наций, ранее входили в состав Британской империи.

## История
Кения и Зимбабве поддерживают тёплые отношения. В 2014 году государства планировали подписать меморандумы о взаимопонимании, направленные на укрепление отношений и развитие туризма. Министр туризма Зимбабве Уолтер Мземби отметил, что странам есть чему поучиться друг у друга и подчеркнул успешные усилия Кении по развитию внутреннего туризма на фоне падения международного туризма.
В том же году поддельный аккаунт в «Твиттере» от имени «Зимбабвийского африканского национального союза — Патриотического фронта» и президента Роберта Мугабе призывали туристов отказаться от посещения Кении в пользу Зимбабве. Партия «Зимбабвийский африканский национальный союз — Патриотический фронт» и правительство Зимбабве выступили с опровержением информации по этому факту.

## Торговля
В ноябре 2011 года Кенийская ассоциация производителей осуществила торговую миссию в Зимбабве. Сообщалось, что объём товарооборота между этими странами «Общего рынка Восточной и Южной Африки» был незначительным, но растущим.

## Дипломатические представительства
- Зимбабве имеет посольство в Найроби[4].
- Кения содержит посольство в Хараре[5].